# Блайд, Микаэла
Микаэла Блайд (англ. Michaela Blyde, родилась 29 декабря 1995 года в Нью-Плимуте) — новозеландская регбистка, выступающая на позиции винга; олимпийская чемпионка Игр 2020 в Токио, чемпионка мира 2018 года в Сан-Франциско и чемпионка Игр Содружества 2018 года в Голд-Косте.

## Биография

### Семья
Родилась 29 декабря 1995 года в Нью-Плимуте. Отец — Стив Блайд, в прошлом регбист, игрок команды «Таранаки»; мать — Черри Блайд, также регбистка,, ныне работает в регбийном союзе региона Таранаки. Есть брат Лиам, играющий за клуб «Таранаки Буллз» по регби-7; её молодой человек Эйдан Росс — игрок клуба «Чифс» из Супер Регби. Прадед — сэр Генри Блайд, известный новозеландский предприниматель.

### Игровая карьера
Училась в начальной школе Лепперон и средней школе Нью-Плимута для девочек. Занималась лёгкой атлетикой, позже стала играть в регби за команду Таранаки. В 2013 году, будучи ученицей школы, дебютировала за сборную Новой Зеландии на чемпионате Океании по регби-7 среди женщин. В 2016 году Блайд рассматривалась как кандидат на попадание в олимпийскую сборную в канун старта Олимпиады в Рио-де-Жанейро и должна была войти в состав на случай травмы одного из игроков, однако так и не была включена в заявку хотя бы на один матч: матчи она смотрела в качестве зрителя, чем осталась крайне недовольна, поскольку рассчитывала попасть в состав команды.
По итогам сезона 2016/2017 Мировой серии по регби-7 она стала лучшим бомбардиром по попыткам и получила приз самого ценного игрока, а в 2017 году была признана лучшей регбисткой в регби-7. В 2018 году Микаэла выиграла чемпионат мира по регби-7 в Сан-Франциско и Игры Содружества в Голд-Косте. В том же году она завоевала во второй раз подряд приз лучшей регбистки года в «семёрке».
В 2021 году попала в заявку сборной на Олимпиаду в Токио. На турнире сыграла 5 матча, набрав 35 очков: на групповом этапе набрала 10 очков против Кении (2 попытки) и 15 очков против Великобритании (3 попытки); в четвертьфинале против ОКР и в финале против Франции занесла по одной попытке. В итоге стала олимпийской чемпионкой.

## Достижения

### Командные
- Олимпийская чемпионка: 2020[2]
- Чемпионка мира по регби-7: 2018[2]
- Чемпионка Игр Содружества: 2018[2]

### Личные
- Регбистка года (регби-7) по версии World Rugby: 2017, 2018[10]
- MVP Мировой серии по регби-7 (приз DHL Impact): 2016/2017[2], 2017/2018[5]
- Член символической сборной этапа Мировой серии по регби-7 в Канаде 2017 года[11]
- MVP этапа Мировой серии по регби-7 в Австралии 2019 года[12]